# Trogues
Trogues település Franciaországban, Indre-et-Loire megyében. Lakosainak száma 289 fő (2022. január 1.). Trogues Crouzilles, Parçay-sur-Vienne, Pouzay és Saint-Épain községekkel határos.

## Népesség
A település népessége az elmúlt években az alábbi módon változott:
| Lakosok száma | 329  | 293  | 292  | 316  | 327  | 320  | 310  | 296  | 291  | 289  |
|               | 1968 | 1982 | 1990 | 2006 | 2013 | 2015 | 2017 | 2019 | 2020 | 2022 |